# Препозит священної спочивальні
Препозит священної опочивальні (лат. praepositus sacri cubiculi), «начальник священної спальні», «обер-камергер» — у пізній Римській імперії та ранній Візантії чиновник, який завідував особистими покоями імператора, як правило, євнух. Йому підпорядковувався прімікерій священної опочивальні (primicerius sacri cubiculi), що безпосередньо керував євнухами (лат. cubicularii — постільничий) та іншими слугами, обслуговуючими імператора, castrensis (економ палацу), коміт священних одеж (comes sacrae vestis) та інші придворні служителі.

## Опис посади
У Західній Римській імперії посада препозита і штат придворних євнухів зберігалися до самого кінця її існування (у Римі знайдено надгробок постільничого Антемія, який помер в 471); при дворі остготського короля  Теодоріха Великого також був Препозит священної опочивальні з готським ім'ям Трівімі.
У Східній Римської імперії в VI столітті замість «Препозит священної опочивальні» почав вживатися титул «Препозит священного палацу» (лат. praepositus sacri palatii) , потім - просто «препозит». Структура палацової адміністрації змінювалася, але Препозит священної опочивальні незмінно зберігав величезний вплив на імператора і брав участь не тільки в придворних справах, а й у політиці імперії, в церковних справах, іноді навіть командував військами.
Препозит міг виконувати свою посаду досить довго (наприклад, Євсевій у 337-361), іноді — довічно. Препозитів підозрювали у політичних вбивствах чи вони насправді їх здійснювали: Євсевій, Препозит при  Констанції II нібито намагався чинити замах на життя його двоюрідного брата  Юліана; Хрісафій намагався організувати вбивство Аттіли; за наказом імператора Гонорія Препозит Теренцій і прімікерій Арсак стратили Євхерія - сина Стилихона, який потрапив у немилість.
У суспільстві препозит, як і інші придворні євнухи, як правило, не був популярним, і багатьох з них було притягнуто до відповідальності та страчено. Євсевій був після смерті Констанція II страчений Юліаном Відступником; після смерті  Федосія II загинув Хрісафій, Євтропій, якого імператор Аркадій зробив консулом, був страчений в тому ж році.
Препозит мав титул Ясний пан (vir illustris). У 422 діючі та відставні препозити прирівняні за своїм привілеям до префектів преторія (або префектів Риму та Константинополя) . У відставці вони зазвичай вели мирне життя, придбавши будинок у Римі чи Константинополі і заміський маєток (як, наприклад, Препозит імператора Юліана — Евтерій, про якого з повагою відгукувався Амміан Марцеллін) .